# Derecho a la seguridad social
El derecho a la seguridad social está reconocido como un derecho humano y establece el derecho a la asistencia de la seguridad social para quienes no pueden trabajar debido a enfermedad, discapacidad, maternidad, accidentes laborales, cesantía o vejez. Los sistemas de seguridad social proporcionados por los Estados consisten en programas de seguro social, que proporcionan beneficios devengados a los trabajadores y sus familias mediante contribuciones laborales, y/o programas de asistencia social que proporcionan beneficios no contributivos diseñados para proporcionar niveles mínimos de seguridad social a las personas que no pueden acceder al seguro social.

## Declaración Universal de los Derechos Humanos
La Declaración Universal de los Derechos Humanos reconoce el derecho a la seguridad social en su artículo 22, que establece que:
«Toda persona, como miembro de la sociedad, tiene derecho a la seguridad social y tiene derecho a la realización, mediante el esfuerzo nacional y la cooperación internacional y de acuerdo con la organización y los recursos de cada Estado, de los derechos económicos, sociales y culturales indispensables por su dignidad y el libre desarrollo de su personalidad».
Asimismo, el artículo 25 que consagra el derecho a un nivel de vida adecuado, establece que:
«(1) Toda persona tiene derecho a un nivel de vida adecuado para la salud y el bienestar de sí mismo y de su familia, incluyendo alimentación, vestido, vivienda y atención médica y los servicios sociales necesarios, y el derecho a la seguridad en caso de de desempleo, enfermedad, invalidez, viudez, vejez u otra falta de sustento en circunstancias fuera de su control. (2) La maternidad y la infancia tienen derecho a cuidados y asistencia especiales. Todos los hijos, nacidos dentro o fuera del matrimonio, gozarán de la misma protección social» 

## Pacto Internacional de Derechos Económicos, Sociales y Culturales
El artículo 9 del Pacto Internacional de Derechos Económicos, Sociales y Culturales (PIDESC) reconoce «el derecho de toda persona a la seguridad social, incluyendo el seguro social». El derecho a la seguridad social se reconoce además en el artículo 10, que establece que «se debe otorgar protección especial a las madres durante un período razonable antes y después del parto. Durante ese período, a las madres trabajadoras se les debería conceder una licencia remunerada o una licencia con prestaciones de seguridad social adecuadas». Los Estados partes del PIDESC tienen la obligación de respetar, proteger y cumplir el derecho a la seguridad social. En la Observación General N° 19 (2007) sobre el derecho a la seguridad social, el Comité de Derechos Económicos, Sociales y Culturales de las Naciones Unidas aclaró que el derecho a la seguridad social consagrado en el PIDESC comprende:
«el derecho a acceder y mantener prestaciones, ya sea en efectivo o en especie, de (a) la falta de ingresos relacionados con el trabajo causada por enfermedad, discapacidad, maternidad, accidente laboral, desempleo, vejez o muerte de un miembro de la familia; b) acceso inasequible a la atención de salud; (c) apoyo familiar insuficiente, en particular niños y adultos dependientes»
Se entiende que la seguridad social abarca las siguientes nueve ramas: servicio de salud adecuado, beneficios por discapacidad, beneficios por vejez, beneficios por desempleo, seguro de accidentes laborales, manutención familiar y de menores, beneficios por maternidad, protecciones por discapacidad y provisiones para sobrevivientes y huérfanos. Los Estados partes del PIDESC tienen la obligación de cumplir el derecho a la seguridad social mediante la adopción de «las medidas necesarias, incluida la implementación de un esquema de seguridad social». Los Estados partes deben asegurar que «el sistema de seguridad social sea adecuado, accesible para todos y cubra los riesgos y contingencias sociales». Los Estados partes también tienen la obligación de facilitar el derecho a la seguridad social «reconociendo suficientemente este derecho en los sistemas políticos y legales nacionales, preferiblemente mediante la implementación legislativa» y «adoptando una estrategia nacional de seguridad social».

## Otros instrumentos internacionales de derechos humanos
El derecho a la seguridad social también está reconocido en la Convención sobre la Eliminación de todas las Formas de Discriminación Racial, que en su artículo quinto exige que los Estados Partes prohíban y eliminen la discriminación racial en todas sus formas y garanticen el derecho de todas las personas «sin distinción en cuanto a raza, color u origen nacional o étnico, a la igualdad ante la ley, en particular en el disfrute de (...) el derecho a la salud pública, la atención médica, la seguridad social y los servicios sociales». La Convención sobre la Eliminación de Todas las Formas de Discriminación contra la Mujer consagra el derecho a la seguridad social de las mujeres en el artículo 11, estableciendo que la mujer tiene «derecho a la seguridad social, especialmente en casos de jubilación, desempleo, enfermedad, invalidez y vejez y cualquiera otra incapacidad para trabajar, así como el derecho a vacaciones pagadas».

La Convención sobre los Derechos del Niño consagra el derecho de los niños a la seguridad social en el artículo 26, afirmando que:
«(1) Los Estados Partes reconocerán a todo niño el derecho a beneficiarse de la seguridad social, incluido el seguro social, y tomarán las medidas necesarias para lograr la plena realización de este derecho de conformidad con su legislación nacional. (2) Las prestaciones deberían concederse, en su caso, teniendo en cuenta los recursos y las circunstancias del niño y de las personas responsables del mantenimiento del niño, así como cualquier otra consideración pertinente a una solicitud de prestaciones presentada por el niño o en su nombre.»
La Convención profundiza en el derecho de los niños a la seguridad social en el artículo 18 en relación con los padres que trabajan, y establece que «los Estados Partes prestarán la asistencia adecuada a los padres y tutores legales en el desempeño de sus responsabilidades en la crianza de los hijos y garantizarán el desarrollo de instituciones, facilidades y servicios para el cuidado de niños». Según la Convención, «los Estados Partes adoptarán todas las medidas apropiadas para garantizar que los hijos de padres que trabajan tengan derecho a beneficiarse de los servicios e instalaciones de cuidado infantil para los que sean elegibles». El artículo 20 de la Convención establece disposiciones sobre el derecho a la seguridad social de los niños sin padres, estableciendo que «Un niño privado temporal o permanentemente de su entorno familiar, o cuyo interés superior no pueda permitir que permanezca en ese entorno, deberá tendrá derecho a la protección y asistencia especiales que le brinde el Estado», y que «los Estados Partes, de conformidad con sus leyes nacionales, garantizarán cuidados alternativos para ese niño».

## Relación con otros derechos
El derecho a la seguridad social está interrelacionado y es interdependiente con otros derechos económicos, sociales y culturales, en particular el derecho a un nivel de vida adecuado, incluido el derecho a la alimentación y el derecho a la vivienda, el derecho al trabajo y el derecho a la protección de la familia . Según el Comité de Derechos Humanos de la ONU, el artículo 26 del Pacto Internacional de Derechos Civiles y Políticos relativo a la discriminación se aplica al derecho a la seguridad social. En una observación general de 2000, el Comité destacó el derecho a la seguridad social como un ámbito en el que las mujeres suelen ser objeto de discriminación.

## Implementación
A nivel mundial, el acceso a la seguridad social es bajo y el 80 por ciento de la población mundial no tenía acceso a ninguna protección formal de seguridad social hacia el año 2010.